# Касий Север
Тит Касий Север (на латински: Titus Cassius Severus; † 32 г.) е римски оратор и писател на сатири по времето на Август, Тиберий и Калигула.

## Биография
Произлиза от фамилията Касии и е от обикновено семейство. Става прочут с неговите защитни речи. Споменат е от Квинтилиан, Сенека и Тацит. Заради неговите невъздържани изказвания той е осъден. Изпратен е в изгнание първо на Крит, където също критикува управляващите. Тиберий го затваря в Серифос, където живее и умира в бедност.
По времето на Калигула издават неговите речи, от които са останали само фрагменти.